# 4823 Лібениці
4823 Лібениці (4823 Libenice) — астероїд головного поясу, відкритий 4 жовтня 1986 року.
Тіссеранів параметр щодо Юпітера — 3,691.